# Copa 2 de Julho
A Copa 2 de Julho, cujo nome homenageia a independência da Bahia, é uma tradicional competição de futebol masculino promovida pelo Superintendência dos Desportos do Estado da Bahia (SUDESB), em parceria com a Federação Bahiana de Futebol (FBF) e a Federação Baiana de Desporto de Participação (FBDPAR).
É um dos principais torneios de categoria de base no país, contando com participações de clubes nacionais e internacionais e também da Seleção Brasileira. A competição era inicialmente disputada na categoria sub-17, mas com o intuito de revelar novos jogadores, o torneio teve seu limite de idade diminuído para 15 anos.

## História
A Copa 2 de Julho Sub-17 começou a ser disputada no ano de 2007 e teve Internacional como primeiro campeão, após superar o Cruzeiro por 2 a 1 em Porto Seguro. Na temporada seguinte, a competição passou a ser internacional, com a presença de seis equipes estrangeiras: América e Santos Laguna, do México; Maracaibo da Venezuela; Oriente Petrolero da Bolívia; Academia do Canadá e Ibiza da Espanha. O campeão dessa edição foi novamente o Inter que conquistou o bicampeonato após fazer uma final sulista contra o Athletico Paranaense.

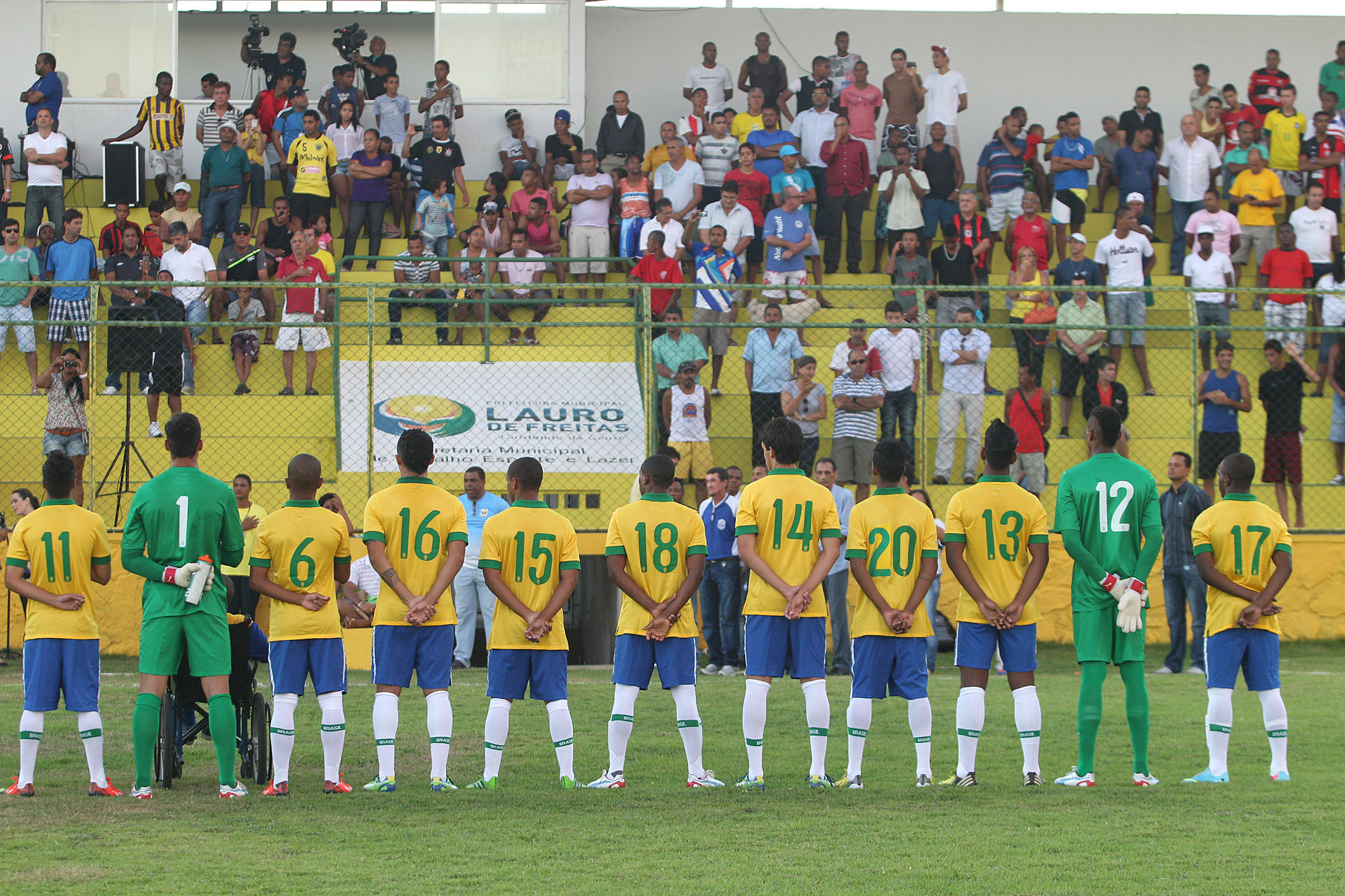
Jogadores da Seleção Brasileira perfilados durante a edição de 2013.

Em 2009, a competição  ganhou ainda mais relevância com a participação da Seleção Brasileira, que se preparava para a Copa do Mundo daquele ano. A amarelinha quebrou o domínio do Internacional na competição, eliminando-o na semifinal. Na decisão em Camaçari derrotou a Portuguesa de Desportos por 2 a 0. Em 2010, a Seleção conquistou seu bicampeonato, se igualando ao Internacional, ao vencer o São Paulo por 5 a 3 nos pênaltis, após empate sem gols.
Em 2012, o Vitória foi a primeira equipe baiana a chegar na final e conquistá-la, este feito veio após aplicar uma goleada de 5 a 2 sobre o Cruzeiro. No ano posterior, a Seleção se isolou como a maior vencedora do certame, após conquistar o tricampeonato diante do Bahia.

Atletas do Bahia comemorando o título da edição de 2022.

Na oitava edição, em 2015, a competição passou a ser disputada na categoria sub-15, com o intuito de revelar novos jogadores. Em 2022, o torneio se renovou novamente e adicionou uma fase qualificatória estadual, permitindo que mais equipes baianas disputassem o tradicional torneio, ampliando, assim, o número de times do estado.

## Campeões
Categoria Sub-17
Categoria Sub-15

### Títulos por clube
| Pos  | Clube                | Títulos | Vices | Semifinais |
| ---- | -------------------- | ------- | ----- | ---------- |
| 1.º  | Brasil               | 4       | —     | —          |
| 2.º  | Bahia                | 2       | 2     | 7          |
| 3.º  | Internacional        | 2       | —     | 1          |
| 4.º  | Atlético Mineiro     | 1       | 2     | 2          |
| 5.º  | São Paulo            | 1       | 1     | 1          |
| 5.º  | Flamengo             | 1       | 1     | 1          |
| 7.º  | Vitória              | 1       | —     | 6          |
| 8.º  | Palmeiras            | 1       | —     | 4          |
| 9.º  | Goiás                | 1       | —     | 2          |
| 10.º | Sport                | 1       | —     | —          |
| 11.º | Cruzeiro             | —       | 3     | 1          |
| 12.º | Botafogo             | —       | 1     | 1          |
| 13.º | Athletico Paranaense | —       | 1     | —          |
| 13.º | Portuguesa           | —       | 1     | —          |
| 13.º | Santos               | —       | 1     | —          |
| 13.º | Canaã                | —       | 1     | —          |
| 13.º | Ceará                | —       | 1     | —          |
| 17.º | Audax Rio            | —       | —     | 1          |
| 17.º | Paysandu             | —       | —     | 1          |
| 17.º | Corinthians          | —       | —     | 1          |
| 17.º | Sampaio Corrêa       | —       | —     | 1          |

### Títulos por federação
| Pos  | Federação         | Títulos | Vices | Semifinais |
| ---- | ----------------- | ------- | ----- | ---------- |
| 1.º  | Brasil            | 4       | —     | —          |
| 2.º  | Bahia             | 3       | 3     | 13         |
| 3.º  | São Paulo         | 2       | 3     | 6          |
| 4.º  | Rio Grande do Sul | 2       | —     | 1          |
| 5.º  | Minas Gerais      | 1       | 5     | 3          |
| 6.º  | Rio de Janeiro    | 1       | 2     | 3          |
| 7.º  | Goiás             | 1       | —     | 2          |
| 8.º  | Pernambuco        | 1       | —     | —          |
| 9.º  | Paraná            | —       | 1     | —          |
| 9.º  | Ceará             | —       | 1     | —          |
| 10.º | Maranhão          | —       | —     | 1          |
| 10.º | Pará              | —       | —     | 1          |